# Оськин, Юрий Васильевич
Ю́рий Васи́льевич О́ськин (7 апреля 1937 — 25 января 2009, Санкт-Петербург) — советский и российский актёр театра и кино, заслуженный артист России (1996).

## Биография
Родился 7 апреля 1937 года. В 1960 году окончил Ленинградский театральный институт имени А. Н. Островского, мастерская педагогов Б. П. Петровых и А. И. Авербух. Играл в Ленинградском драматическом театре имени В. Ф. Комиссаржевской и в Ленинградском театре имени Ленинского Комсомола (ныне — театр «Балтийский дом»). Сотрудничал с театром «Эксперимент» (г. Санкт-Петербург) в спектакле-застолье в пяти тостах по произведениям Игоря Губермана «Гарики и байки». Долгий период работал в Санкт-Петербургском драматическом театре «Патриот» РОСТО, где в 1996 году получил почётное звание заслуженный артист Российской Федерации. Дебютировал в кино в 1967 году.
Последние годы жизни руководил театром-студией Дворца Творчества юных Фрунзенского района Санкт-Петербурга вместе со своей женой Валентиной Грищенко.
Похоронен в посёлке Цвелодубово (Ленинградская область).
Сын Тихон (13 октября 1974, Ленинград — 8 декабря 2012, Санкт-Петербург) также являлся актёром театра и кино.

## Творчество

### Фильмография
- 1967 — День солнца и дождя — военный на застолье у соседей (нет в титрах)
- 1967 — Дорога домой — Степан
- 1968 — Виринея — селянин (нет в титрах)
- 1969 — Мальчишки (киноальманах) — Пантелей, тренер по боксу
- 1970 — Африканыч — лейтенант
- 1970 — Зелёные цепочки — милиционер в отделении милиции на рынке
- 1971 — Месяц август — свидетель на бракосочетании (нет в титрах)
- 1972 — Меченый атом — сержант Артюхин
- 1973 — Великие голодранцы — Лобачёв
- 1977 — Объяснение в любви — главарь банды
- 1979 — Время выбрало нас — Бобров
- 1980 — Тайное голосование — колхозник (нет в титрах)
- 1981 — Путешествие в Кавказские горы — эпизод
- 1984 — Неизвестный солдат — Краюшкин
- 1984 — Жил-был доктор... — эпизод
- 1985 — Подсудимый
- 1986 — Прорыв — на совете «Ленметростроя»
- 1988 — Без мундира — машинист
- 1988 — Собачье сердце — живодёр, приятель Шарикова
- 1991 — Невозвращенец — Коля беженец, брат жены Корнеева
- 1991 — Пьющие кровь — эпизод
- 1991 — Ржавчина — Круглов
- 1991 — Человек со свалки — бригадир
- 1992 — На Иртыше (короткометражный)
- 1993 — Вива, Кастро!
- 1994 — Русская симфония — офицер милиции
- 1994 — Русский транзит — карточный игрок
- 1999—2000 — Агент национальной безопасности: 10-я серия. Медуза Горгона, 16-я и 17-я серии. Человек без лица. 23-я серия. Снежный человек. 24−я серия. Технология убийства — Нестеренко Афанасий Карлович, сотрудник агентства национальной безопасности
- 2001 — Улицы разбитых фонарей-3 — Борис Иванович Бударин
- 2002 — Агентство „Золотая пуля“ — сантехник
- 2002 — Русские страшилки — Фомич — работник морга
- 2002 — Спецотдел — киллер
- 2003 — Неотложка — водитель бригады скорой помощи Василий Потапович / Фазиль Ахатович Галиев
- 2003 — Танцор — Завьялов
- 2003 — Кобра. Антитеррор — диспетчер
- 2003 — Убойная сила 5
- 2003 — Любовь императора — филёр-русский
- 2003 — Челябумбия — эпизод
- 2004 — Свои — тюремщик
- 2004 — Мангуст 2 — дед
- 2004 — Улицы разбитых фонарей-6 — Беляков, друг полковника Ершова
- 2005 — Брежнев — эпизод
- 2005 — Вепрь — Дерюгин
- 2005 — Королевство кривых…
- 2005 — Мастер и Маргарита — Николай, швейцар в «Грибоедове»
- 2005 — Неотложка 2 — водитель бригады скорой помощи Василий Потапович / Фазиль Ахатович Галиев
- 2005 — Фаворский
- 2005 — Фаворит — знахарь Ерофеич
- 2006 — Вызов 2 — Петрович
- 2006 — Секретная служба Его Величества — Тимоха
- 2006 — Алька — Степаныч
- 2006 — Крот (короткометражный)
- 2006 — Синдикат — Михеев
- 2007— Открытое пространство — Егерь
- 2007 — Юнкера — эпизод
- 2007 — Слепой-3 — Иван Карпыч, лодочник
- 2007 — Братья — сосед Семён
- 2008 — Смерть шпионам. Крым (Россия, Украина) — Вениамин Леопольдович
- 2008 — Васильевский остров — эпизод
- 2008 — Холмы и равнины (Украина) — Дробышевский, дед Тимура
- 2008 — Эра Стрельца-3 — сосед Воробьёвых
- 2009 — История зэчки — Филимон Матвеевич, поселковый милиционер Филя
- 2011 — Утомлённые солнцем 2: Цитадель — солдат, принимавший роды

### Озвучивание
- 2004 — Ключи (короткометражный) — Ключник — сыграл Владимир Колесников

### Роли в театре
Ленинградский государственный театр им. Ленинского комсомола
- 1985 — «Процесс» Э. Манна, постановка Г. Егорова — Генрих Гейер
- 1985 — «Тамада» А. Галина, постановка Г. Егорова — дядя Митя
- 1985 — рок-мюзикл «Овод» А. Колкера и А. Яковлева, постановка Г. Егорова — полковник Феррари
- 1987 — «Женитьба Белугина» А. Островского и Н. Соловьёва, постановка Г. Егорова — Белугин Гаврила Пантелеевич
- 1988 — «Незабываемый диалог» Г. Горбовицкого, постановка Г. Егорова — Михаил Южин
- 1988 — «Дракон» Е. Шварца, постановка Г. Егорова — первая голова дракона
- 1988 — «Ветер пепел с Олимпа принёс» Э. Ватемаа, постановка Г. Егорова — Клаус

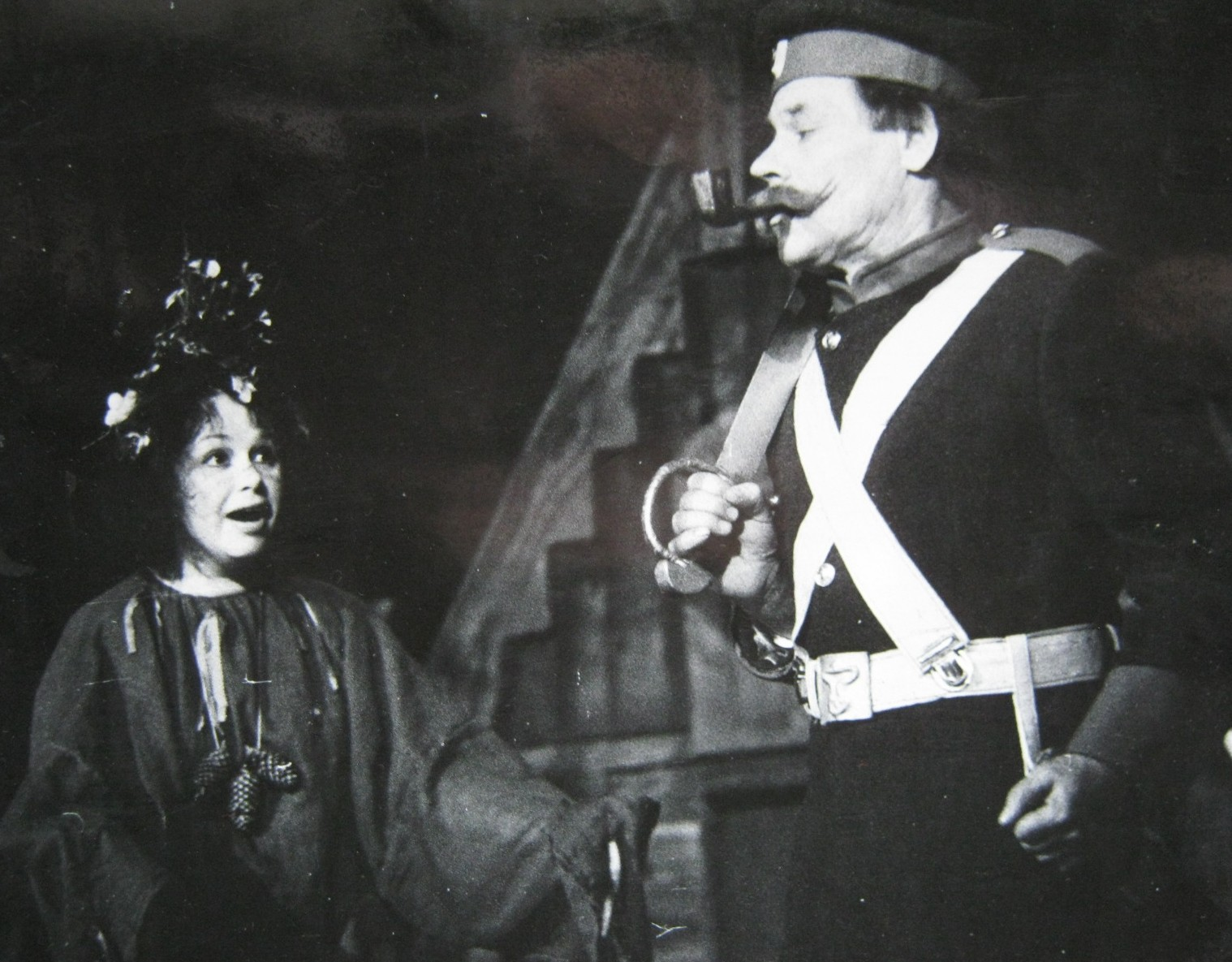
Спектакль «Сказ о солдате и Бессмертном Кощее», Юрий Оськин в роли Солдата

Санкт-Петербургский драматический театр «Патриот» РОСТО
- 1990 — «Сказ о солдате и Бессмертном Кощее» В. Белова, постановка Г. Егорова — Солдат
- 1991 — «Ванька-Каин» К. Скворцова, постановка Г. Егорова — Татищев
- 1992 — «Ревизор» Н. Гоголя, постановка Г. Егорова — городничий
- 1992 — «Гришка Распутин» К. Скворцова, постановка Г. Егорова — государь-император Николай II
- 1993 — «Идеальная пара» В. Попова, постановка Г. Егорова — Игорь Грачёв
- 1994 — «Легенда о Ментуше» К. Скворцова, постановка Г. Егорова — вождь племени
- 1994 — «Дорогой подарок» В. Попова, постановка Г. Егорова — Сергей Веткин
- 1995 — «Срок проживания окончен» М. Ворфоломеева, постановка Г. Егорова — Тихов
- 1997 — «Сказка о рыбаке и рыбке» А. Пушкина, постановка Г. Егорова — старик
- 1997 — «Испытание» В. Попова, постановка Г. Егорова — Иван Николаевич Кедров
- 1998 — «Сказка о попе и работнике его Балде» А. Пушкина, постановка Г. Егорова — поп, старый бес
- 1998 — «Дар Божий» К. Скворцова, постановка Г. Егорова — Стелловский, Пауковский, Великий инквизитор
- 1999 — «Сказка о золотом петушке» А. Пушкина, постановка Г. Егорова — царь Дадон

## Награды и премии
- 1996 — заслуженный артист России[1].